# Jean-Clair Todibo
Jean-Clair Todibo (Cayenne, Guaiana Francesa, 30 de desembre de 1999) és un futbolista professional francès que juga com a defensa central al West Ham United FC.

## Carrera de club
Todibo va ingressar al Toulouse FC el 2016, des de l'FC Les Lilas. Va debutar a la Ligue 1 el 19 d'agost de 2018 contra els rivals del FC Girondins de Bordeus en el Derby de la Garonne, jugant 89 minuts en un partit que acabà en victòria per 2–1 a casa. L'1 de setembre, va ser expulsat als 26 minuts del partit que va guanyar per 2-1 a l'EA Guingamp. Va jugar deu partits amb el club i va marcar un gol, un empat al final del partit el 30 de setembre en un empat a 1 contra el Stade Rennais FC.

### FC Barcelona
El 8 de gener de 2019 Todibo va arribar a un acord amb el FC Barcelona per fitxar per l'equip, lliure, el juliol de 2019, en expirar el seu contracte amb el Toulouse, equip el qual l'havia apartat de les convocatòries precisament per no voler renovar. Poc després, el Barça va pactar avançar el traspàs, el 31 de gener de 2019. Va esdevenir així el 22è jugador francès en jugar pel FC Barcelona, i se li va assignar el dorsal número 6, que deixava lliure Denis Suárez, acabat de cedir a l'Arsenal FC. El jugador signà contracte per a 4 temporades i mitja, fins al final del curs 2022/23
Va debutar amb el Barça el 6 de març de 2019 disputant la final de la Supercopa de Catalunya, que el club va perdre contra el Girona FC. El seu debut a la lliga es va produir el 13 d'abril de 2019, en un empat a zero al camp de la SD Huesca.
El 15 de gener de 2020, el FC Barcelona va anunciar un acord amb el FC Schalke 04 per a la cessió del futbolista fins al 30 de juny per un import de 1,5 milions d'€. A més, el club alemany tenia una opció de compra de 25 milions d'€ i 5 milions més en variables. Si l'executés, el FC Barcelona tindria aleshores una opció de recompra per 50 milions d'euros, més 10 milions d'euros en variables.
El 5 d'octubre de 2020, Todibo fou cedit al SL Benfica de la Primeira Liga per un any i 2 milions d'euros, amb opció de compra per 20 milions d'euros.

### OGC Niça
Després de només haver-hi jugat un partit de copa, el següent 1 de febrer de 2021, Todibo fou cedit a l'OGC Nice també amb opció de compra, després que la seva cessió al Benfica acabés de mutu acord amb el FC Barcelona.
El 27 de juny de 2021, la cessió va esdevenir permanent després que el Niça exercís la seva opció de compra per 8.5 milions d'euros (+ 7 milions en variables). El Barça també es reservava un percentage sobre un futur traspàs.
El 18 de setembre de 2022, va ser expulsat en un partit contra l'Angers SCO després de nou segons, la targeta vermella més ràpida de la història de la Ligue 1.

### West Ham United
El 10 d'agost de 2024, Todibo va fitxar pel West Ham United FC, equip de la Premier League, en qualitat de cedit per a la temporada 2024-25. Segons sembla, l'acord incloïa una obligació de compra al final de la temporada per 40 milions d'euros. El juny de 2025 el West Ham va anunciar la contractació definitiva del jugador, per un traspàs de 42 milions d'euros. L'acord va beneficiar de retruc el Barça, que conservava un 20% dels drets del central francès, i que va ingressar uns 8,4 milions d'euros per l'operació.

## Internacional

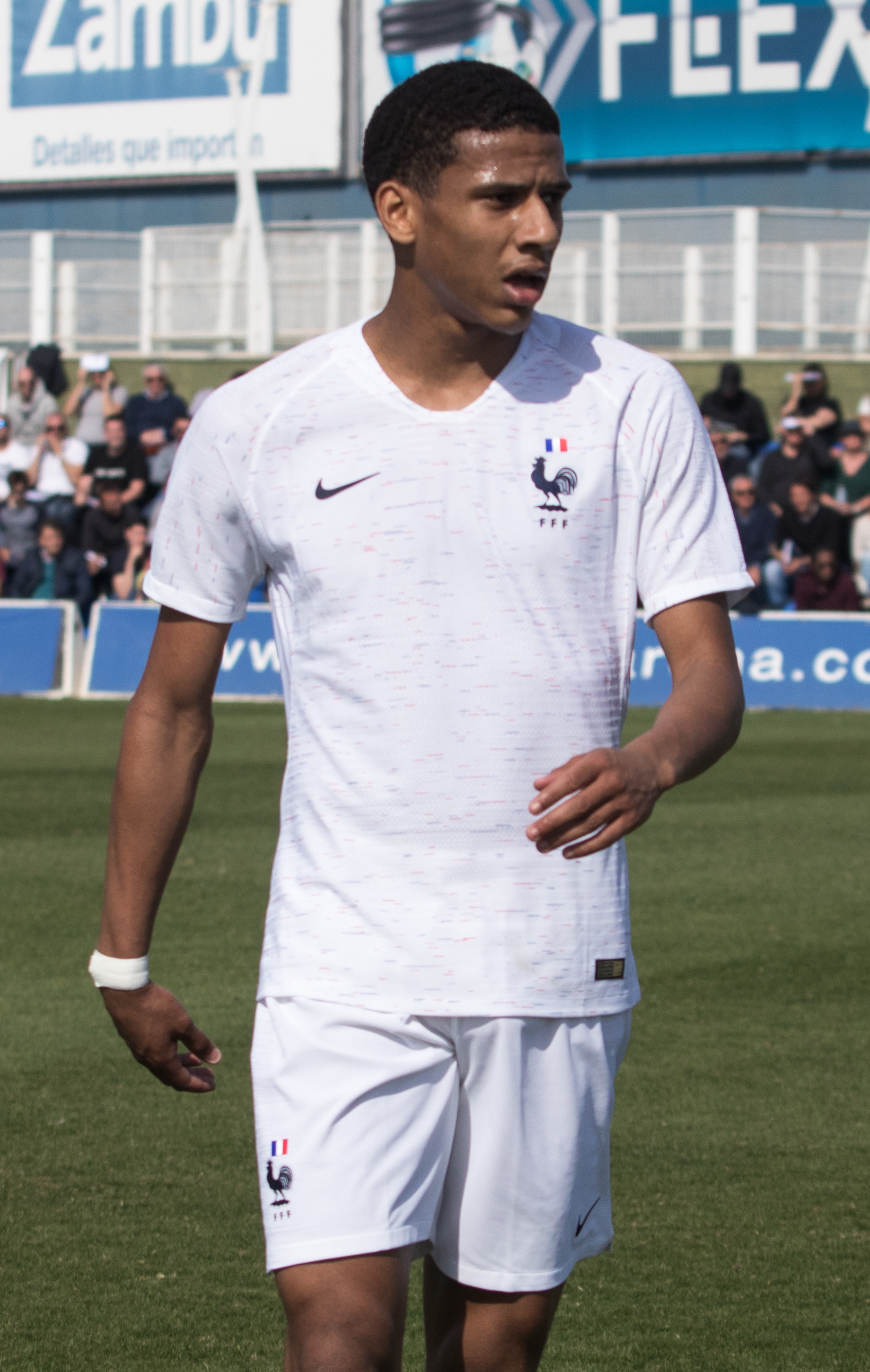
Todibo jugant per la selecció francesa de futbol sub-20 el 2019.

Todibo va debutar com a internacional per la selecció francesa sub-20 el 16 de novembre de 2018, en un empat 1–1 en partit amistós contra la selecció Suïssa sub-20 a Cartagena.
El març de 2023, va rebre la seva primera convocatòria amb la selecció francesa absoluta per als partits de classificació per a l'Eurocopa 2024 de la UEFA contra els Països Baixos i la República d'Irlanda.
Todibo va debutar amb França en un amistós que va perdre per 2-1 contra Alemanya el 12 de setembre de 2023. El seu debut competitiu va ser en la victòria rècord de França per 14-0 contra Gibraltar el 18 de novembre.

## Palmarès
FC Barcelona
- 1 Lliga espanyola: 2018-19[28]

Niça
- Copa francesa (subcampió): 2021–22[29]